# Louis Hayet
Louis Hayet (Pontoise, 29 agosto 1864 – Cormeilles-en-Parisis, 27 dicembre 1940) è stato un pittore francese.
Nato nella famiglia di poverissima condizione di Calixte e Léontine Dufour, dal 1877 al 1884 accompagna nelle strade il padre, venditore ambulante. Mostrando capacità di disegno e pittura, nel 1885 si unisce al gruppo dei pittori neoimpressionisti che si raccoglie intorno a Signac e a Seurat, ma nel 1890, insoddisfatto del clima polemico, lascia il movimento e adotta una pittura più classica, continuando tuttavia le sue ricerche sul colore.